# الیکسهوزن
الیکسهوزن (به آلمانی: Elixhausen) یک منطقهٔ مسکونی در اتریش است که در ناحیه زالتسبورگ-اومگه‌بونگ واقع شده‌است. الیکسهوزن ۸٫۳۶ کیلومتر مربع مساحت دارد ۵۴۵ متر بالاتر از سطح دریا واقع شده‌است.